# David List
David List (* 18. Dezember 1999) ist ein deutscher Mountainbikesportler.

## Leben
David List absolvierte sein Abitur auf dem Graf-Zeppelin-Gymnasium in Friedrichshafen und studierte danach Wirtschaftsinformatik in der Hochschule Furtwangen. Aktuell lebt List in Freiburg im Breisgau.
List startete eines seiner ersten Rennen 2011 in der U13 Klasse beim Lightweight Uphill und fuhr ab 2012 beim RSV Seerose Friedrichshafen. 2014 schaffte er den Sprung in sein erstes Mountainbiketeam / Lexware-Mountainbike-Team, das 2020 eine Lizenz als UCI MTB Team erhielt. Nach verschiedenen deutschen Meistertiteln und Teilnahmen an internationalen Meisterschaften im Nachwuchsbereich wurde List 2020 deutscher Elitemeister im Mountainbike-Marathon und U23-Meister im Cross Country.
Im Jahr 2021 erfüllte List die Olympianorm für U23 Mountainbike XCO und qualifizierte sich somit für die Olympischen Spiele in Tokio.

## Erfolge
- 2015: Deutscher Meister XCO (Jugend)
- 2016: Deutscher Meister XCO (Junioren)
- 2017: Deutscher Meister XCO (Junioren)
- 2020: Deutscher Meister MTB-Marathon
- 2020: Deutscher Meister XCO (U23)